# Târgu Trotuș
Târgu Trotuș est une commune du județ de Bacău en Roumanie.